# Jakucja Jakuck
Jakucja Jakuck (ros. Футбольный клуб «Яку́тия», jakuc. «Яку́тия» футбол кулууба) – rosyjski klub piłkarski z miasta Jakuck w Jakucji (stąd nazwa).

## Historia
Drużyna występowała pod nazwami:
- 1991–1996: Dinamo Jakuck (ros. «Динамо» Якутск)
- 1997–2003: Montażnik Jakuck (ros. «Монтажник» Якутск)
- 2004–2007: FK Jakuck (ros. ФК «Якутск»)
- 2008–2009: Fakieł-SzWSM Jakuck (ros. «Факел‑ШВСМ» Якутск)
- 2010: SzWSM Jakuck (ros. «ШВСМ» Якутск)
- od 2011 Jakucja Jakuck (ros. «Яку́тия» Якутск)

Piłkarska drużyna Dinamo została założona w 1991 w Jakucku. Jeszcze w tym samym roku debiutowała w Drugiej Niższej Lidze ZSRR.
W 1992 klub debiutował w Pierwszej Lidze Rosji. W latach 1994–1995 występował w Drugiej Lidze Rosji, grupie Wschodniej.
W sezonie 1997 pod nazwą Montażnik Jakuck startował w Mistrzostwach Rosji spośród zespołów kultury fizycznej (KFK).
W 2004 klub zmienił nazwę na FK Jakuck i zrezygnował z dalszych występów w Amatorskiej Lidze Rosji w grupie „Daleki Wschód”.
W 2008 klub pod nazwą Fakieł-SzWSM Jakuck ponownie występował w Amatorskiej Lidze Rosji w grupie „Daleki Wschód”.
Od 2011 roku drużyna o nazwie Jakucja Jakuck występowała w Drugiej Dywizji, grupa wschodnia. W sezonie 2015/16 z powodu kłopotów finansowych drużyna nie przyjechała na dwa ostatnie mecze sezonu (wyjazdy do Komsomolska i na Sachalin), za co została wykluczona z rozgrywek. W sezonie 2016/17 zespół nie grał w żadnej lidze z powodów finansowych.

## Osiągnięcia
- 7 miejsce w Rosyjskiej Pierwszej Lidze, grupie Wschodniej: 1993
- 1/32 finału w Pucharze Rosji: 1996